# Faschinenmesser

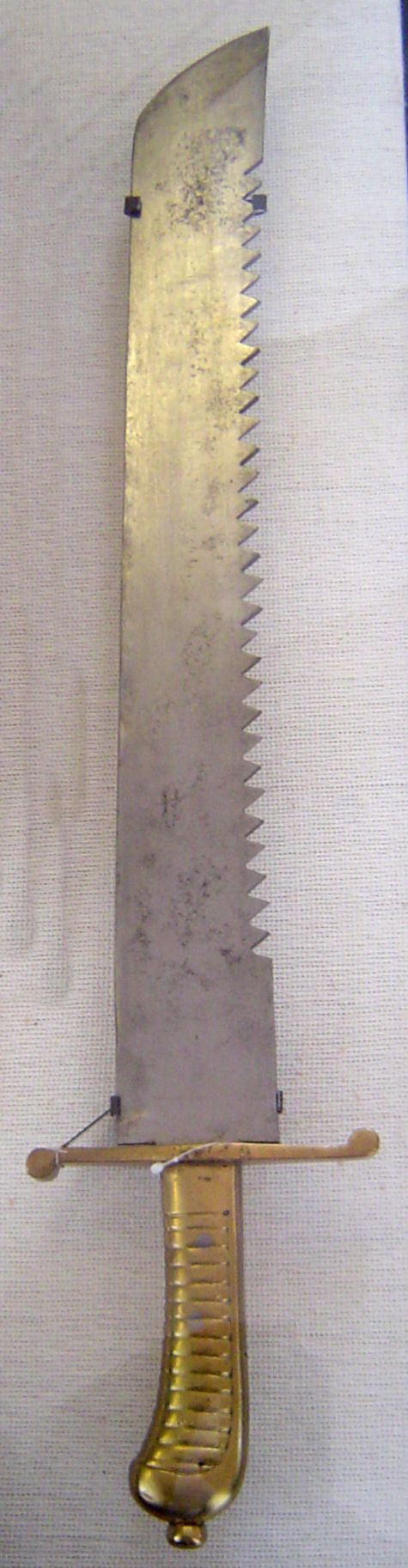
Preußisches Faschinenmesser mit Sägerücken aus dem Jahr 1810

Das Faschinenmesser (von ital. Faschine – Reisigbündel) ist ein breitklingiges Hiebmesser mit einer meist 50 bis 60 Zentimeter langen, geraden Klinge, das vom letzten Viertel des 18. Jahrhunderts bis Anfang des 20. Jahrhunderts vom Militär Europas in vielen Waffengattungen eingesetzt wurde. Es ist oft eine Mischung aus Werkzeug und Waffe und wurde von Pionieren beim Bau von militärischen Objekten eingesetzt. Das Messer diente ursprünglich dem Abschlagen von Gerten (etwa einen Zentimeter dicke Zweige und Äste, meistens wurden Haselnussäste verwendet) zum Herstellen von Reisigbündeln für den Bau von Bollwerken und Unterständen. Oft war die Klinge mit einer Sägezahnung versehen – einerseits, um größere Äste zurechtsägen zu können, aber hauptsächlich, um faserige Materialien, zum Beispiel Gurte, zu zertrennen.

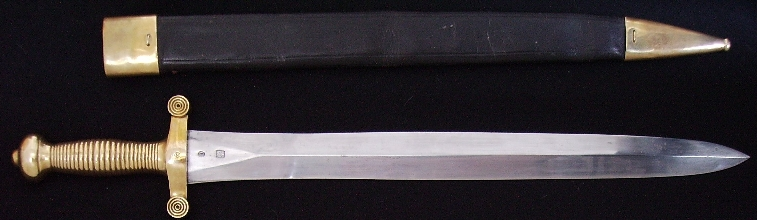
Französisches Faschinenmesser (Sabre de troupes a pied Mle 1831) von Talabot aus dem Jahr 1832

Im deutschen Sprachgebrauch wird in der Regel unterschieden zwischen Infanterie-, Artillerie- und Pionier-Faschinenmessern. Die Unterschiede liegen in der Klingenlänge und -breite. Die Infanterie verwendete zumeist die leichteren und die Pioniere die schwereren Ausführungen. Neben der Messerform können Faschinenmesser auch die Form von Bajonetten oder Kurzschwertern haben. Manche dieser Waffen, zum Beispiel das Kurzschwert der französischen Armee aus dem Jahre 1831 (Bild links), hatten eher den Charakter eines Seitenwehrs und wurden vom Soldaten zusätzlich zu einem aufpflanzbaren Bajonett (Tüllen- oder Dillenbajonett) geführt.
Im jagdlichen Bereich werden Blankwaffen mit ähnlicher Funktion unter den Bezeichnungen Praxe oder Standhauer benutzt. Diese wurden während der Jagd verwendet, um den Stand des Jägers und sein Schussfeld von Bewuchs freizuschlagen. Diese Funktion wird heute durch das vielseitigere Waidblatt erfüllt.